# .bl
.bl هو النطاق الأعلى في ترميز الدولة المخصص لإنترنت (ccTLD) الذي كان من المقرر إنشاؤه لسان بارتليمي، بعد القرار الصادر في 21 سبتمبر 2007 من قبل وكالة الصيانة أيزو 3166 لتخصيص BL كرمز أيزو 3166-1 حرفي-2 للقديس بارتيليمي. جاء هذا القرار عقب وضع سانت بارتليمي الجديد كمجموعة ما وراء البحار لفرنسا والذي دخل حيز التنفيذ في 15 يوليو 2007. حاليًا، تستخدم Saintسان بارتليمي ccTLD الخاص بـغوادلوب و.gp  وccTLD الفرنسي و.fr.

## روابط خارجية
- معلومات IANA .bl whois